# Éducation laïque
En éducation, le principe d’une éducation laïque consiste à rendre neutres et impartiaux les savoirs et les propos du professeur ou de tout autre personnel enseignant face aux élèves, afin d'éviter toute forme de prosélytisme idéologique ou religieux. La laïcité implique entre autres une liberté de croire ou de ne pas croire et une liberté de conscience.

## En France

### Histoire
L’éducation laïque n’a pas toujours été un principe fondamental en France. En 1850, les programmes scolaires incluent un enseignement moral et religieux obligatoire,. D'abord entre les mains de l'Église, avec la loi Falloux, l'école passe doucement d'un régime catholique à un régime laïc avec l'arrivée des lois scolaires de 1881 à 1886.
En effet, ce n'est qu'à partir de la fin du XIXe siècle que le principe de laïcité se place en tant que fondement de l’éducation française. La laïcité est introduite à l'école pour la première fois en 1882 par la Loi Jules Ferry qui rend l'enseignement primaire gratuit, obligatoire et laïque. Jules Ferry y défend une neutralité confessionnelle.
En 1886, la Loi Goblet, qui suit le cheminement de la Loi Jules Ferry dans la laïcisation de l'école, permet de confier l'enseignement public à un personnel exclusivement laïque.
La loi du 9 décembre, en 1905 marque la séparation de l'Église et de l'État et proclame la liberté de conscience et le libre exercice des cultes. Elle met fin au Concordat de 1802. Cependant, certains territoires, dont l'Alsace-Moselle et certains territoires d'Outre-mer ne sont pas concernés et restent aujourd'hui encore régis par le Concordat du 26 messidor an IX de 1801.
La laïcité est inscrite dans le 13e article du préambule de la Constitution du 27 octobre 1946 : « L'organisation de l'enseignement public gratuit et laïque à tous les degrés est un devoir de l'Etat. ». Elle figure dans l'article 1e de la constitution française du 4 octobre 1958.
La loi du 15 mars 2004 instaure l'interdiction du port de signes ou de tenues manifestant ostensiblement une appartenance religieuse dans les écoles, lycées et collèges publics. Elle est complétée par une circulaire interprétative le 15 mars 2004. Les articles interdits par cette loi sont « le voile islamique, quel que soit le nom qu'on lui donne, la kippa, ou une croix de taille manifestement excessive ». Cette loi ne remet pas en cause le droit des élèves de porter des signes religieux lorsqu'ils sont discrets. Elle est rédigée de façon à s'appliquer à toutes les religions, et même celles qui viendraient à émerger.
Depuis la circulaire du 6 septembre 2013, il est obligatoire pour les établissements scolaires d'afficher la charte de la laïcité à l'école de façon à être visible de tous.

### À l'école
L'éducation laïque n'est pas une interdiction religieuse, mais la liberté de croire ou de ne pas croire. C'est une égalité de respect entre toutes les religions, formulée dans la Constitution. Au contraire de l'effacement des religions, c'est la neutralité de la part de l'État. L'absence d'un élève à l'occasion des principales fêtes religieuses est toléré. Le bulletin officiel publie chaque année les dates des principales fêtes religieuses afin d'autoriser les élèves à manquer ces journées.
La laïcité à l'école passe par deux principes majeurs : la laïcisation des programmes, supprimant les enseignements religieux de l'école publique et la laïcisation du personnel, confiant l'école aux instituteurs laïques. L'objectif visé par le service public est l'objectivité du savoir, indépendant de toute emprise religieuse,. À la laïcisation du programme reste tout de même l'exception des territoires comme l'Alsace-Moselle, où la religion fait partie intégrante des enseignements obligatoires, pour les cultes reconnus. La liberté de conscience permettant tout de même aux parents de dispenser leur enfant de cet enseignement.
La laïcité n'exclut pas la prise en compte des coutumes alimentaires familiales. Bien que la cantine scolaire soit gérée par les communes, la prise en compte des coutumes est préconisée par une circulaire du ministère de l'Éducation nationale, permettant une prise en compte des interdictions alimentaires liées aux convictions religieuses.
L’éducation laïque est mise en place à l’école au même degré que le principe pluriel de liberté : que ce soit la liberté d’expression, la liberté de pensée, la liberté de culte, etc. Mais aussi pour assurer le principe de liberté et de développer un sentiment de tolérance et d'acceptation de tous, en refusant toute forme de discriminations.
Le 8 janvier 2018 est instauré par le ministre de l'Éducation nationale Jean-Michel Blanquer un conseil des sages de la laïcité qui a pour vocation de « préciser la position de l'institution scolaire en matière de laïcité et d'enseignement laïque des faits religieux ». Il est également chargé de créer des ressources de références afin de donner un cadre au personnel de l'Éducation nationale.

#### Enseignement moral et civique
La laïcité est à la fois le cadre, la méthode, l'éthique et un contenu de l'enseignement moral et civique. La Laïcité est enseignée aux élèves afin d'être comprise et afin de favoriser le vivre ensemble. Son étude se fait notamment par l'étude de la charte de la laïcité à l'école. L'un des objectifs donnés à l'enseignement moral et civique par le ministère de l'Éducation Nationale est l'acquisition des valeurs et principes majeurs de la République française, dont la laïcité. Le programme du cycle 2 indique qu'il faut : « aborder la laïcité comme liberté de croire ou de ne pas croire », par la différenciation des termes « croire » et « savoir ».

#### Outils pédagogiques
Plusieurs outils pédagogiques sont mis à disposition par l'éducation nationale et le conseil des sages de la laïcité pour les personnels enseignants et acteurs de l'Éducation nationale afin de leur permettre une meilleure mise en œuvre de l'éducation laïque.
Parmi ces outils, on retrouve la charte de la laïcité à l'école,. Elle est dévoilée le 9 septembre 2013 par Vincent Peillon, alors ministre de l'Éducation Nationale.
Depuis la rentrée 2021, chaque lycée, collège ou enseignant néo-titulaire a reçu le coffret Guide républicain, contenant trois ouvrages, dont La laïcité à l'école.
D'autres ressources pédagogiques sont mises à disposition des enseignants pour comprendre et mettre en œuvre l'enseignement laïc à l'école. Plusieurs ressources en ligne sont conseillées par le ministère de l'Éducation Nationale à destination des enseignants.